# كارميلو سيدرون
كارميلو سيدرون (بالإسبانية: Carmelo Cedrún)‏ (مواليد 6 ديسمبر 1930) هو لاعب كرة قدم. يلعب مع منتخب إسبانيا لكرة القدم. سبق له أن لعب في كأس العالم لكرة القدم مع منتخب بلاده.

## روابط خارجية
- كارميلو سيدرون على موقع الاتحاد الدولي (مؤرشف)  (الإنجليزية)
- كارميلو سيدرون على موقع قاعدة بيانات كرة القدم.إي يو (الإنجليزية)
- كارميلو سيدرون على موقع بيانات كرة القدم. دي إي (الألمانية)
- كارميلو سيدرون على موقع ناشيونال فوتبول تيمز (الإنجليزية)
- كارميلو سيدرون على موقع Soccerway.com (الإنجليزية)